# Либавский добровольческий стрелковый отряд
Либавский добровольческий стрелковый отряд (Либавская добровольческая группа) — Добровольческая часть из бывших военнослужащих Русской Императорской, сформированная в январе 1919 года в Либаве ротмистром Светлейшим князем А. П. Ливеном.

## Формирование
6 января 1919 года после получения известий о гибели в Киеве генерала Ф. А. Келлера был расформирован Русский добровольческий отряд генерала П. Н. Симанского. В тот же день ротмистр Ливен приступил к формированию собственного добровольческого отряда. Помощником Ливена стал полковник В. Ф. Рар. К 15 января формирование отряда из 60 человек было завершено, и он вошел в состав Балтийского ландесвера.
Отряд состоял почти исключительно из офицеров, часть которых ранее числилась в Псковском корпусе, отрезанная от основных сил соединения при отступлении. Добровольцы для вступления в отряд должны были представить две рекомендации. Срок службы членов отряда определялся правилами ландесвера и ограничивался сначала 1 июля, а затем 1 октября 1919 года. Рядовым отряда был установлен оклад в размере 11, а затем 18 марок.

## Служба
31 января отряд в составе 65 штыков выступил на фронт.
В июле 1919 года отряд, переформированный в дивизию трехполкового состава, влился в 1-й корпус Северо-Западной армии в районе Нарвы. 24 августа дивизия была переименована в 5-ю дивизию (Стрелковую дивизию Светлейшего князя Ливена), и в ее состав был включен 16-й (бывший 9-й) Чудской полк. В октябре дивизия, переименованная в 5-ю пехотную, приняла участие в наступлении на Петроград, составив левую колонну наступающих войск. Войдя в Красное Село и Лигово, дивизия под натиском Красной армии вынуждена была отступить.
11 марта 1920 года в Пюхтице генерал Ярославцев отдал приказ о расформировании 5-й дивизии.

## Состав на август 1919 года
- 1-й Светлейшего князя Ливена стрелковый полк
- 2-й Светлейшего князя Ливена стрелковый полк
- 3-й Светлейшего князя Ливена стрелковый полк
- 16-й Чудской полк
- Стрелковый легкий артиллерийский дивизион